# 七城國家公園

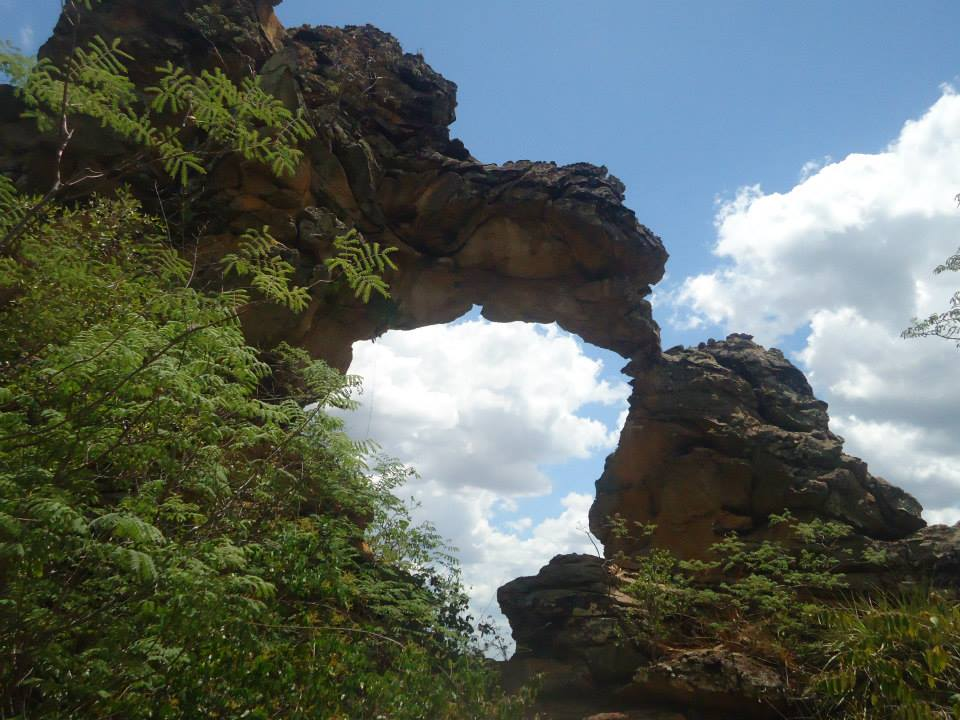

4°05′56″S 41°42′43″W / 4.099°S 41.712°W
七城國家公園（葡萄牙語：Parque Nacional de Sete Cidades）是巴西的國家公園，位於該國東北部皮奧伊州，距離皮拉庫魯卡18公里，成立於1961年6月8日，佔地7.7千公頃，覆蓋乾旱大草原森林。